# Zorzines exviretata
Zorzines exviretata là một loài bướm đêm trong họ Noctuidae.